# Говоров, Иван Николаевич
Иван Николаевич Говоров (1920—1997) — советский учёный-геолог, геохимик, лауреат премии имени А. Е. Ферсмана (1979).

## Биография
Родился 11 сентября 1920 года в дер. Мертвое.
В 1943 году с отличием окончил МГУ. В 1943—1945 годы — геолог в Мамской геологоразведочной экспедиции (Иркутская область).
С 1946 по 1949 годы — учился в аспирантуре при Институте геологических наук АН СССР. С 1949 года и до конца жизни работал в Дальневосточном геологическом институте Дальневосточного филиала АН СССР, пройдя путь от младшего научного сотрудника сектора геологии до исполняющего обязанности заместителя директора ДВГИ ДВНЦ АН СССР по науке (1952—1957).
Умер 17 августа 1997 года.
Действительный член РАЕН (1992).
Действительный член Петровской академии наук и искусств (1995).

## Научная деятельность
В 1950 году защитил кандидатскую («Минералогия Сартадонского вольфрамитового месторождения Средней Азии»), в 1947 — докторскую диссертацию («Физико-химические условия минералообразования и геохимия рудного процесса, связанного с гранитоидами (на примере рудных районов Дальнего Востока)»). Профессор (1978).
Вел научные изыскания на территории Дальнего Востока, исследуя редкометально-флюоритовые месторождения в Вознесенском районе Приморья, описал процесс грейзенизации карбонатных пород и ввел в научную терминалогию понятие «апокарбонатные грейзены».
Получил ранее неизвестные комплексные соединения ниобия и бериллия, в составе которых эти металлы могли переносится гидротермальными растворами.
Изучал проблему рудоносности гранитных магм, химизм рудоносных растворов, выделение геохимических полей и их различных типов, разрабатывал способы количественного расчета ионно-минеральных равновесий в гидротермальных условиях.
В 1980-е годы вел исследования в области геологии, петрологии и металлогении Мирового Океана.
Автор более 150 научных публикаций, в том числе 15 монографий.
Под его руководством было защищено более 30 кандидатских диссертаций.

### Избранные труды
- Геохимия рудных районов Приморья. — М.: Наука, 1977.
- Термодинамика ионно-минералогических равновесий и минералогия гидротермальных месторождений. — М.: Наука, 1977.
- Нелинейная металлогения и глубины Земли (совместно с А. Д. Щегловым). — М.: Наука, 1985.
- Петрологические провинции Тихого Океана (коллектив авторов). — М.: Наука, 1996.

## Награды
- Орден Трудового Красного Знамени (1975)
- Медаль «За трудовую доблесть» (1967)
- Медаль «В ознаменование 100-летия со дня рождения Владимира Ильича Ленина» (1970)
- Медаль «В память 800-летия Москвы» (1948)
- Заслуженный деятель науки РСФСР (1982)
- Премия имени А. Е. Ферсмана (1979) — за серию работ по региональной геохимии и генетической минералогии гидротермальных месторождений Дальнего Востока
- Почётный знак «Отличник разведки и охраны недр»
- Премия Президиума АН СССР
- Лауреат Государственной научной стипендии (1977)